# تاشا همفري
تاشا همفري (بالإنجليزية: Tasha Humphrey)‏ مواليد 29 ديسمبر 1985 في غينسفيل، هي لاعبة كرة سلة أمريكية معتزلة. بدأت مسيرتها الاحترافية في سنة 2008. تم اختيارها من قبل فريق ديترويت شوك خلال الدرافت. حققت المركز الأول في دورة الألعاب الأمريكية 2007.

## المسيرة الاحترافية
لعبت مع ديترويت شوك في سنة 2008، ثم لعبت مع واشنطن ميستيكس في موسم 2008–2009، ثم لعبت مع مينيسوتا لينكس في سنة 2009.

## الميداليات
| الميدالية | المسابقة                    |
| --------- | --------------------------- |
| ذهبية     | دورة الألعاب الأمريكية 2007 |

## روابط خارجية
- تاشا همفري على موقع الاتحاد الوطني لكرة السلة النسائية (الإنجليزية)
- تاشا همفري على موقع كرة السلة الأوروبية.كوم (الإنجليزية)
- تاشا همفري على موقع كلية كرة السلة في سبورتس رفرنس.كوم (الإنجليزية)
- تاشا همفري على موقع بروبوليرز (الإنجليزية)
- تاشا همفري على موقع سبورتس رفرنس (الإنجليزية)